# Jan Broekhuis (componist)
Jan Broekhuis (Amsterdam, 25 februari 1901 – Luzern, 18 maart 1974) was een Nederlands componist, dirigent en arrangeur, beter bekend onder zijn artiestennaam John Brookhouse McCarthy.

## Loopbaan
Zijn opleiding ontving hij aan het Conservatorium van Amsterdam, waar hij piano als hoofdvak studeerde. Zijn leraren waren onder meer Julius Röntgen en Bernard Zweers. Eerder had hij les van Evert Cornelis en Egbert Veen. In drie jaar behaalde hij alle diploma’s en voor piano de prijs van uitnemendheid. Na zijn studie werd hij leraar aan het conservatorium te Limoges in Frankrijk, gaf daar ook concerten en werd toen dirigent in het Théatre Français te Bordeaux. Vanaf 1931 was hij operettedirigent in onder meer Parijs, Lyon en Amsterdam.
Daarna volgde zijn tijd voor de Nederlandse radio, waar hij als dirigent, componist en arrangeur in dienst was en veel succes oogstte. Omstreeks die tijd (1933-'34) schreef hij drie composities voor de eerste Hollandse toonfilm De Jantjes, waaruit Omdat ik zoveel van je hou en Draaien, altijd maar draaien wel het meest bekend zijn geworden. Tevens had hij de muzikale leiding en verzorgde hij de arrangementen voor deze succesvolle verfilming. Omdat ik zoveel van je hou behoort inmiddels tot de evergreens.  Zo bestaat er zelfs een uitvoering van Herman Brood en Willeke Alberti. Ook schreef hij talloze liedjes voor revue en cabaret, onder andere alle schlagers voor de bekende Peter Pech-revues, een creatie van Jan Hahn en vele voor Heintje Davids, alsook voor Willy Walden en Piet Muijselaar als het duo Snip en Snap, waaronder het bekende Snip snapt niet wat Snap snapt. 
Daarnaast componeerde hij ook serieuze muziek, onder andere een aan Jacques Thibaud opgedragen en door hem gespeelde vioolsonate, drie nocturnes en een burlesque voor cello en piano. Enkele van deze werken werden in de jaren zestig voor de radio uitgevoerd, onder meer door zijn eigen trio met Willy en Jean Busch. Het Promenade Orkest onder leiding van Benedict Silberman bracht destijds de door hem voor piano en orkest gecomponeerde Ballade ten gehore.
Een van zijn andere bekende composities is het door Dick Willebrandts en zijn orkest vertolkte nummer 't Komt wel weer in orde. De formatie Hot Club de Frank zette dit nummer op de in 2003 verschenen cd Heel de band is favoriet. Ook een grote hit in de jaren vijftig was de vertolking door Max van Praag van het nummer We willen een goal.
Broekhuis werkte verder nog in Engeland en Amerika (in New York, Los Angeles en Hollywood) en gasteerde tot 1931 in Parijs, waar hij onder meer de beroemde Mistinguett in de Folies Bergère begeleidde. Daarna werden onder zijn leiding in Theater Carré vele operettes uitgevoerd. Zowel tijdens de Nederlandse tournee van Charles Trenet in 1945 als bij het afscheid van Josephine Baker in 1956 stond het orkest onder zijn leiding.
Broekhuis had in binnen- en buitenland vele orkestformaties onder zijn eigen naam. Daarnaast werden onder zijn muzikale leiding in theater Carré vele operettes uitgevoerd en was hij dirigent bij diverse revues, onder meer van Henriëtte (Heintje) Davids en René Sleeswijks Nederlandse revue (de Snip en Snap Revue). Ook was hij in de jaren zestig nog enkele seizoenen dirigent bij de Hoofdstadoperette.
In deze tijd vestigde hij zich in Zwitserland, waar hij als concertpianist nog jarenlang vele successen mocht oogsten. Hij overleed op 18 maart 1974 in Luzern, waar hij ook is begraven. Zijn muziek blijkt tijdloos te zijn geworden en behoort inmiddels tot het nationale erfgoed.